# Christoffer Kjærgaard
Christoffer Kjærgaard (* 3. Mai 1980 in  Herning) ist ein dänischer Eishockeyspieler, der seit 1997 zumeist in der höchsten dänischen Liga spielte und 2012 für die Saison 2012/13 einen Vertrag bei den Lausitzer Füchsen unterschrieb, der später verlängert wurde. Er verließ die Lausitzer Füchse, um wieder in seine dänische Heimat zurückzukehren.

## Karriere
Mit seinem Heimatverein gewann er den Dänischen Meistertitel in den Spielzeiten 2000/01, 2002/03, 2004/05, 2006/07 und 2007/08. In der Saison 2009/10 gewann er mit SønderjyskE Ishockey sowohl die Meisterschaft als auch den Dänischen Eishockeypokal. Den Pokal konnte er im Folgejahr erneut gewinnen.

### International
Kjærgaard nahm für Dänemark als Jugendauswahlspieler an der U18-Junioren-B-Europameisterschaft 1997 (2 Tore, 2 Assists) teil. Er war weiterhin Teilnehmer an den U20-Junioren-B-Weltmeisterschaften 1999 und 2000. Bei letzterer schoss drei Tore. Er war seit demselben Jahr Mitglied der dänischen Herren-Nationalmannschaft und nahm an mehreren Weltmeisterschaften teil.

## Erfolge und Auszeichnungen
| - 2001 Dänischer Meister mit den Herning Blue Fox - 2003 Dänischer Meister mit den Herning Blue Fox - 2005 Dänischer Meister mit den Herning Blue Fox - 2007 Dänischer Meister mit den Herning Blue Fox - 2008 Dänischer Meister mit den Herning Blue Fox | - 2009 Dänischer Meister mit SønderjyskE Ishockey - 2010 Dänischer Pokalsieger mit SønderjyskE Ishockey - 2010 Dänischer Meister mit SønderjyskE Ishockey - 2011 Dänischer Pokalsieger mit SønderjyskE Ishockey |

## Karrierestatistik

### International
(Legende zur Spielerstatistik: Sp oder GP = absolvierte Spiele; T oder G = erzielte Tore; V oder A = erzielte Assists; Pkt oder Pts = erzielte Scorerpunkte; SM oder PIM = erhaltene Strafminuten; +/− = Plus/Minus-Bilanz; PP = erzielte Überzahltore; SH = erzielte Unterzahltore; GW = erzielte Siegtore; 1 Play-downs/Relegation; Kursiv: Statistik nicht vollständig)